# Cam-đam phái
Cam - Đam Phái (tiếng Tạng: Kadampa, đôi khi được phiên âm là Ca - Đương phái) là tông phái Phật giáo được truyền vào Tây Tạng do công của Đại Sư Atisha vào thế kỷ XI.

## Lịch sử
Đức Atisha đến Tây Tạng năm 1042 thông qua lời mời của Vương Triều miền Tây, ban đầu nhà vua cử đoàn sang Ấn Độ thỉnh kinh nhưng sau đó lại mời một vị luận sư danh tiếng là ngài Atisha cùng các kinh điển sang.
Mặc dù phái Kadampa không tồn tại như một truyền thống độc lập bền vững nhưng giáo lý của nó thâm nhập sâu rộng vào các truyền thống khác tại Tây Tạng nên danh tiếng của phái này còn được lưu truyền đến tận ngày hôm nay.
Phái Kadampa được xếp vào truyền thống Tân Dịch (khác với truyền thống Cựu dịch tức các kinh điển được truyền vào Tây Tạng trước).

## Các Đạo Sư Trứ Danh
- Atisha (982 -1054)
- Geshe Dromtonpa (1005 - 1065)
- Geshe Langri Tangpa
- Chekawa Yeshe Dorji
- Gampopa (Tuy là Thượng Sư quan trọng của dòng Ca Nhĩ Cư nhưng thực tế từ trước khi gặp Milarepa, Ngài Gampopa đã là một nhà sư nổi tiếng của dòng Kadampa)
- Tông Khách Ba (Đại Sư nổi danh bậc nhất Tây Tạng, Ngài là bậc sáng lập truyền thống Gelupa của các Dalai Lama hiện thời dựa trên giáo lý dòng Kadampa)